# Agent 007 contra el Dr. No
Agent 007 contra el Dr. No (títol original en anglès Dr. No) és la primera pel·lícula de la saga de James Bond creada al Regne Unit l'any 1962. S'enquadra en el gènere d'aventura-acció. Aquesta pel·lícula ha estat doblada al català.

## Argument
L'agent 007 (Sean Connery) lluita contra el misteriós Dr. No, un geni científic obstinat a destruir el programa espacial dels EUA. El compte endarrere per al major desastre mundial ha començat i Bond ha de viatjar a Jamaica on es troba amb l'atractiva Honey Ryder (Ursula Andress). Junts s'enfrontaran al malvat doctor en el seva impenetrable fortalesa general situada en una illa.

## Repartiment
- Sean Connery: James Bond
- Ursula Andress: Honey Ryder
- Joseph Wiseman: Dr. Julius No
- Jack Lord: Felix Leiter
- Bernard Lee: "M"
- Lois Maxwell: Miss Moneypenny
- Zena Marshall: Miss Taro
- Eunice Gayson: Sylvia Trench
- Peter Burton: "Q"
- Timothy Moxon: John Strangways
- John Kitzmiller: Quarrel
- Marguerite Lewars: Fotògraf
- Reginald Carter: Jones
- Louis Blaazer: Pleydell-Ssmith
- Lester Prendergast: Puss Feller
- Anthony Dawson: Professor Dent
- Michele Mok: Germana Rose
- Yvonne Shima: Germana Lily
- William Foster-Davis: Comissari Duff

## Producció
Quan Harry Saltzman va obtenir els drets dels llibres "James Bond" (d'Ian Fleming), no tenia, en principi, cap intenció de fer evolucionar aquesta sèrie. Al contrari, Albert R. Broccoli desitjava els drets d'aquesta sèrie i va intentar recomprar-los a Saltzman. Aquest, negant-se a cedir-los, va proposar a Broccoli de formar un duo per realitzar les pel·lícules James Bond. United Artists els va donar les autoritzacions necessàries, i la primera pel·lícula va ser realitzada el 1962. Saltzman i Broccoli van crear dues companyies: Danjaq, que tenia els drets de les novel·les, i EON Productions, per produir les pel·lícules. Els dos  productors van proposar de manera successiva a Guy Green, Guy Hamilton i Ken Hughes de realitzar la pel·lícula, però tots van refusar-ho. Van escollir finalment Terence Young com a director. Broccoli i Saltzman pensaven que Young seria capaç de transcriure fidelment el caràcter de James Bond de la novel·la a la pel·lícula. Young va imposar nombroses marques estilístiques al personatge, que s'anirien desenvolupant en la sèrie de pel·lícules. Operació Tro havia de ser en principi la primera pel·lícula de James Bond, però després va ser escollida James Bond contra el Dr. No.

## Llocs de rodatge
- Jamaica
- Estudis Pinewood de Londres

## Al voltant de la pel·lícula
- L'actor de la cèlebre escena d'obertura filmada a través del canó de la pistola no és Sean Connery, sinó el seu doble Bob Simmons. Sean Connery apareix en aquesta escena a partir d'Operació Tro (1965).
- Sylvia Trench, la dona trobada per Bond al casino al començament de la pel·lícula és un afegitó d'EON Produccions, que desitjava que Bond tingués una relació amorosa estable. El personatge de Sylvia Trench va fer una última aparició a Des de Rússia amb amor. Els productors decideixen llavors desenvolupar la relació de broma entre Bond i Miss Moneypenny. Eunice Gayson, l'actriu que interpretava Sylvia Trench va tenir una filla que va actuar a GoldenEye. En principi, Gayson hauria hagut d'interpretar Miss Moneypenny i Lois Maxwell Sylvia Trench, però les dues actrius van decidir intercanviar els seus papers.
- Les dues principals actrius de la pel·lícula, Ursula Andress i Eunice Gayson, van ser doblades en la VO per Nikki Van der Zyl. Va ser el cas per a gairebé totes les noies Bond dels anys 1960. Només Honor Blackman, Diana Rigg i Lois Maxwell van tenir el privilegi de tenir la seva pròpia veu a la pantalla.
- Quan Bond entra al menjador del Dr. No, veu un retrat del Duc de Wellington de Goya. Aquest quadre havia estat robat a la National Portrait Galery de Londres el 1961 i no va ser trobat fins al 1965. El Dr. No seria, segons la pel·lícula, l'autor del robatori.
- El cotxe de James Bond en aquesta pel·lícula és el Sunbeam Motor Car Company alpine.
- L'amenaçador Tank Dragon del Dr. No no era res més que un senzill buggy recobert de plaques de metall que avançava en els aiguamolls.